# Costituzione di 17 articoli
La costituzione di 17 articoli (十七条憲法?, Jūshichijō kenpō) è un documento del 604 che si presume sia stato scritto dal principe giapponese Shōtoku  nel periodo Asuka.
Il codice è influenzato dall'organizzazione statale e dalla filosofia cinese del VI secolo: scritto infatti in cinese, esso elenca i principi e le regole di comportamento dei funzionari statali, senza enfatizzare le leggi sulle quali si dovrebbe fondare uno stato (come le costituzioni moderne), ma richiamando gli ideali confuciani di armonia e rispetto verso i superiori. Il documento presenta una serie di prescrizioni morali ed elenca una serie di virtù che dovrebbero essere proprie di un sovrano.
È uno dei più antichi documenti del genere.